# Archidiecezja Garoua
Archidiecezja Garoua – diecezja rzymskokatolicka w Kamerunie. Powstała w 1947 jako prefektura apostolska. Wikariat apostolski od 1953 diecezja od 1955, archidiecezja od 1982.

## Biskupi diecezjalni
- Arcybiskupi metropolici
  - Abp Faustin Ambassa Ndjodo od 2016
  - Abp Antoine Ntalou 1992–2016
  - Abp Christian Wiyghan Tumi 1984–1991
  - Abp Yves-Joseph-Marie Plumey, O.M.I. 1982–1984
- Biskupi diecezjalni
  - Arcybiskup Yves-Joseph-Marie Plumey, O.M.I. 1955 – 1982
- Wikariusze apostolscy
  - Abp Yves-Joseph-Marie Plumey, O.M.I. 1953 – 1955
- Prefekci apostolscy
  - Abp Yves-Joseph-Marie Plumey, O.M.I. 1947 – 1953